# Insula Urșilor

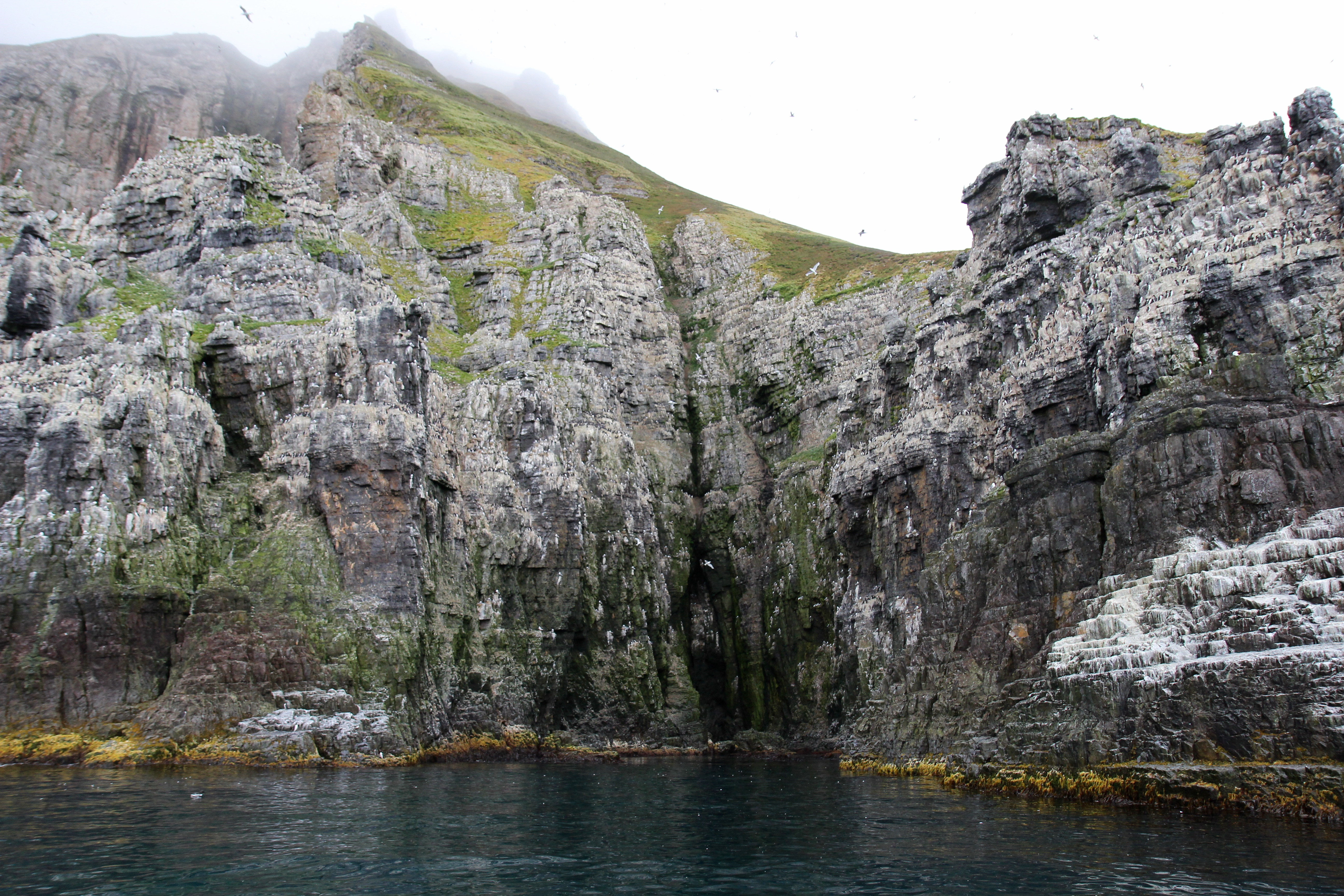
Insula Urșilor

Insula urșilor (în norvegiană Bjørnøya) este o insulă norvegiană situată în partea vestică a Mării Barents, la jumătatea distanței între Spitsbergen și Capul Nord. Face parte din Arhipelagul Svalbard, fiind cea mai sudică insulă a acestuia.
Insula are o suprafață de 178 km2. Insula Urșilor posedă ca resurse naturale: cărbuni și gaze naturale. Temperatura medie anuală este de 4 °C, fiind cuprinsă între -15 °C și + 15 °C. Pe insulă se pot cultiva cartofi.